# Лебедев, Юрий Михайлович
Юрий Михайлович Лебедев (1874 — после 1917) — инженер-технолог, член IV Государственной думы от области войска Донского.

## Биография
Из потомственных дворян Казанской губернии. Сын коллежского советника Михаила Андреевича Лебедева (р. 1844) и жены его Александры Ивановны Амазовой. Землевладелец (800 десятин).
Среднее образование получил в Московской 3-й гимназии, а высшее — в Санкт-Петербургском технологическом институте.
По окончании института в 1899 году поступил в механическую лабораторию Института инженеров путей сообщения в качестве инженера по испытанию материалов и руководителя студенческими занятиями. В 1904—1905 годах слушал лекции в Германии, в Шарлоттенбургском политехникуме. По возвращении состоял преподавателем в Санкт-Петербургском технологическом институте и занимался в механической лаборатории Института инженеров путей сообщения. Был членом партии кадетов.
В 1912 году был избран членом Государственной думы от области войска Донского. Входил во фракцию кадетов и Прогрессивный блок. Состоял членом комиссий: бюджетной, о путях сообщения, а также по исполнению государственной росписи доходов и расходов. Во время Первой мировой войны был избран в Особое совещание по перевозке топлива, продовольствия и военных грузов. В 1915 году был командирован на фронт для розыска тела убитого в бою А. М. Колюбакина.
Участвовал в Февральской революции. В ночь на 2 марта 1917 года был командирован Временным комитетом Государственной думы в Лугу для восстановления регулярного железнодорожного движения. С 5 марта 1917 года состоял членом Особой комиссии по выработке Устава о службе на железных дорогах. Выезжал в порт Романов-на-Мурмане для подготовки отправки Николая II с семьей за границу. 21 апреля 1917 года был командирован на Румынский фронт в качестве комиссара ВКГД и Временного правительства в 6-й армии.
Судьба после 1917 года неизвестна. Был женат.